# Osrdečník

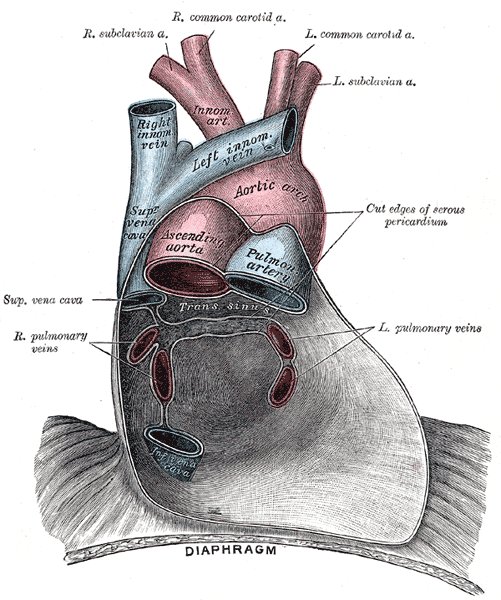
Zadní stěna perikardu se vstupem cév, kaudálně naléhající na bránici.

Osrdečník či perikard, někdy též osrdečnice (latinsky: pericardium), je vak obalující srdce. Je tvořen dvěma listy – vnitřní serózní blánou (pericardium serosum viscerale), která tvoří výstelku perikardiální dutiny a epikard přímo naléhající na srdeční svalovinu, a vnější blánou (pericardium serosum parietale). Mezi oběma listy je nepatrná štěrbina (dutina osrdečníku), ve které se fyziologicky nachází jen několik kapek serózní tekutiny (liquor pericardii), která zmírňuje tření při pohybech srdce.

## Patologie
- Hydroperikard je zmnožení tekutiny v perikadiální dutině.
- Hemoperikard je nahromadění krve v dutině osrdečníku.
- Perikarditida (lat. pericarditis) je akutní nebo chronický zánět osrdečníku; příčiny vzniku jsou různé (infekční, systémové, toxické, neoplastické, trauma aj.).